# 智大
智大 (ちひろ) は日本のラッパー。

## テレビの出演
九州朝日放送‐シリタカ 築100年越えのレトロな居酒屋　ラップで魅せる！？名物料理　～ふるさとWish篠栗町～

## MCバトルにおける戦績
戦極MCBATTLE
戦極MCBATTLE第20章：ベスト32
戦極MCBATTLE第18章：ベスト48
戦極MCBATTLE第17章：ベスト32
戦極MCBATTLE第16章：ベスト16
戦極MCBATTLE第10章：ベスト32
UltimateMcBattle(UMB)
GRAND CHAMPIONSHIP 2021：ベスト4  (福岡代表)
THE CHOICE IS YOURS 2020：ベスト32 (投票or推薦)
UMB2020 GUERRILLA AREA 九州・沖縄：優勝
THE CHOICE IS YOURS 2018：ベスト16（投票or推薦）
GRAND CHAMPIONSHIP 2010：ベスト16（福岡代表）
GRAND CHAMPIONSHIP 2008：ベスト16（福岡代表)
KING OF KINGS(KOK)
KING OF KINGS 2019 FINAL：ベスト8（小倉 MC BATTLE 代表）
KING OF KINGS 2018 FINAL：ベスト8（西日本予選4代表）

## 略歴
- 1986年 福岡県に生まれる
- 2010年代 MCバトルに出場し始める